# Micragyrta diminuta
Micragyrta diminuta är en fjärilsart som beskrevs av Walker 1854. Micragyrta diminuta ingår i släktet Micragyrta och familjen björnspinnare. Inga underarter finns listade i Catalogue of Life.